# Modřická pahorkatina
Modřická pahorkatina je geomorfologický okrsek na jižní Moravě, jižně od Brna. Je součástí podcelku Rajhradské pahorkatiny, která je částí Dyjsko-svrateckého úvalu.
Pahorkatinu tvoří neogenní a čtvrtohorní sedimenty, které klesají východním směrem do Dolnosvratecké nivy, zatímco bývalé říční terasy Svratky jsou přikryty mohutnými návějemi spraší. Nejvyšším bodem je Rovný (308 m n. m.).
Většina území Modřické pahorkatiny je urbanizovaná, ve zbylém prostoru se nachází především pole. V severní části pahorkatiny protéká v západovýchodním směru říčka Leskava, v jižní části pak Bobrava.  Celým územím probíhá od severu k jihu dopravní koridor se silnicí I/52 a železniční tratí Brno–Břeclav, který u severního okraje kolmo kříží dálnice D1.